# Жарден-дю-Май (Анже)
Парк Жарден-дю-Май (Jardin du Mail) — главный парк города Анже и один из его самых старых публичных садов, выполненный в регулярном стиле. Располагается в центре города, перед зданием мэрии, и является его известной достопримечательностью.

## История
Сад был разбит в XVII веке, изначально, как место для игры под названием "жё-де-май" (jeu de mail), представляющей собой одну из разновидностей игры в шары. Данная игра снискала огромную популярность у горожан и была признана первой публичной игрой Анже. Игра, нашедшая почитателей среди знаменитых людей Франции, таких как Генрих II и Людовик XIII, и дала название главному парку города. Однако приблизительно в 1651 году эта игра была практически полностью забыта широкой публикой, от неё осталось лишь название, а парк превратился в настоящий публичный сад, место для прогулок.

## Главный парк города
Несмотря на то, что сад и сейчас представляет собой классический французский парк, он уже не тот, что был на планах XVII века. Чётко прослеживаются линии неоклассицизма, доставшиеся от XIX в., когда сад и его архитектурные ансамбли подверглись изменениям. Центром парка является большой неоклассический фонтан, работы Барбеза, от которого лучами расходятся прямые, строго геометричные аллейки. Внимания заслуживает и возведённая в XIX в. большая оркестровая беседка — Ле-Кьоск (Le Kiosque) — представленная на многочисленных фотоснимках того времени и оставшаяся на своём месте и поныне. В остальном же Жарден-дю-Май сохранил свой первозданный вид французского сада с налётом итальянского шарма: многочисленные цветущие клумбы, классические статуи, мини-лабиринты живых насаждений, вазоны, вековые пальмы в кадках, и даже место для игроков в петанк.

## Интересные факты
- Сад продолжается длинной, полностью пешеходной аллей — Аллеей Жанны д'Арк, представляющей собой большой парк со старыми платанами, некогда бывшим обычной улицей.
- Каждое лето в Жарден-дю-Май высаживается до 40 000 различных цветов.
- Клумбы строятся в соответствии с принципами геометрии и в строгой симметрии.
- Зимой, когда вода в его чаше замерзает, центральный фонтан превращается в каток для некоторых горожан, любящих кататься на коньках.
- В оркестровой беседке и сейчас время от времени устраиваются концерты симфонической музыки.
- Классические статуи парка активно участвуют в жизни города, так, к проведению ежегодного фестиваля Акрош-Кёр в 2009 году знаменитые каменные львы были временно выкрашены в ярко-розовый цвет, чтобы поддержать основную тему фестиваля — "Жизнь в розовом цвете".